# David Kapkin Ruiz
David Antonio Kapkin Ruiz (Medellín, Colombia, 15 de mayo de 1940- Medellín, Colombia 17 de marzo de 2012) fue un sacerdote católico e intelectual colombiano de ascendencia polaca.

## Biografía
David Kapkin Ruiz nació el 15 de mayo de 1940 en la ciudad de Medellín, hijo de Laura Ruiz, antioqueña, y David Kapkin quien era de origen judío. Realizó sus estudios primarios y secundarios en el colegio de la Universidad Pontificia Bolivariana donde recibió una fuerte influencia en su vocación sacerdotal de monseñor Eugenio Restrepo Uribe y de los sacerdotes Javier Piedrahíta, Rafael León y Jesús Bernal. En 1958 ingresó al seminario mayor de Medellín donde cursó sus estudios de Filosofía y Teología; tuvo además una gran formación lingüística que incluía latín, griego y hebreo los cuales aprendería a la perfección.

En cierta ocasión comentó: "Nada de prácticas judías hubo en mi formación, mi padre fue un hombre creyente en Dios, respetuoso de su prójimo, caritativo y bondadoso, pero nunca fue practicante de la fe judía ni de la católica. Mi madre fue quien me enseñó los principios de la vida cristiana y me formó en todo lo relacionado con la práctica religiosa " 

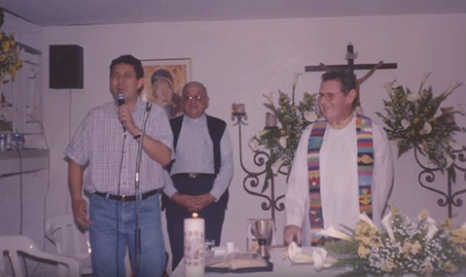
David Kapkin durante la celebración eucaristica

Posteriormente fue enviado por la arquidiócesis de Medellín a Bamberg, Alemania, para continuar sus estudios, donde finalmente sería ordenado sacerdote de la Iglesia católica en el año 1963 por monseñor Schnneider. Allí se puso en contacto con la cultura alemana y la rigurosidad de la investigación bíblica. Continuó sus estudios en la facultad de teología de la Pontificia Universidad Gregoriana y el Instituto Bíblico de Roma donde se licenció en sagradas escrituras.
Al regresar a Medellín fue nombrado profesor de Teología y Escritura. Enseñó en el Seminario Mayor de Medellín, en la Facultad de Teología de la Universidad Pontificia Bolivariana, en el área de ciencias y humanidades de la Universidad de Antioquia y en la Facultad de Teología de la Universidad católica Luis Amigó. Además asumió responsabilidades eclesiales tanto en la arquidiócesis de Medellín donde fue rector del seminario mayor, vicario episcopal de educación y párroco de nuestra señora del rosario en Bello (Antioquia), del divino maestro y de la parroquia de Nuestra señora de Fátima en Medellín; como en la Iglesia de Colombia desde la conferencia episcopal y en la Iglesia de América Latina desde el CELAM.

## Pensamiento
David Kapkin destacaba por ser un connotado teólogo, lo cual se reflejaba en sus obras y comentarios de gran erudición y profundidad. Escribió un gran número de artículos y libros sobre los textos del Nuevo Testamento en un lenguaje muy actualizado, pues los elaboraba a partir de las investigaciones más recientes en el campo de la hermenéutica y la exégesis bíblica, además de estar constantemente en diálogo con los máximos exponentes de la investigación crítica actual como Joseph A. Fitzmyer, Heinz Schürmann y Eugen Drewermann. Kapkin también tenía un gran interés por el conocimiento brindado por las ciencias de la naturaleza, pues para él la teología no podía estar al margen de los avances de las ciencias modernas. Esto lo llevó a incursionar, principalmente, en la física, la biología y el psicoanálisis, ya que para él era indispensable mantenerse, como cristiano, en contacto con los avances de las ciencias modernas, con el fin de poder afrontar las exigencias que estas imponen a la mente de los creyentes. Todas las explicaciones objetivas que nos dan las ciencias, si bien tienen un enorme valor, no alcanzan a medir los hontanares de la subjetividad humana, pues solo cuando el yo humano se relaciona con el Tú divino puede abrirse un horizonte de esperanza y de sentido existencial para el hombre. Por ello si el ser humano pierde, decía Kapkin, el sentido religioso de la existencia, corre el riesgo de quedar reducido a un simple fenómeno azaroso del universo incapaz de encontrar el sentido de su subjetividad, ya que tal sentido no puede ser dado por la mirada objetiva de la realidad, sino única y exclusivamente por Dios. De ahí su preocupación por elaborar una pastoral en la Iglesia que él llamaría "de la frontera hacia fuera", esto con el objetivo de dirigirse a un auditorio que vive con total ausencia de Dios, al considerarlo como algo inútil y superfluo ante el conocimiento tan vasto y profundo que el ser humano ha alcanzado del universo por las ciencias de la naturaleza. Se debe por tanto reconocer los logros y avances de la investigación científica, pero a su vez esto debe impulsar al ser humano a recorrer el camino que desde la intimidad de sí mismo, le ofrece la luz necesaria para disipar su oscuridad propia y la de la naturaleza en relación con él y encontrar así la paz y el sosiego que le hacen posible vivir con sentido una vida que, desde el punto de vista de la física y la biología, no pasa de ser una posibilidad entre los infinitos azares del universo. 
Durante sus comentarios y conferencias eran frecuentes sus alusiones a teólogos, filósofos y científicos, lo cual generaba un espacio para que creyentes y no creyentes se sintieran atraídos por sus ideas. Entre sus autores más mencionados estaban Arthur Schopenhauer, Albert Camus, Nietzsche, Stephen Hawking, Albert Einstein, Martín Buber y Eugen Drewermann, considerando a este último como el más notable teólogo de la actualidad.
David Kapkin se destacaba también por ser un gran políglota, pues llegaba a dominar perfectamente 6 idiomas: inglés, francés, alemán, italiano, griego antiguo y latín, además de haber estudiado amplia y profundamente el arameo y el hebreo, conocimientos que aprovechaba para realizar unas magníficas exposiciones sobre los textos bíblicos.

## Programas radiales
Durante los últimos 20 años de su vida, el padre David Kapkin hizo parte del grupo de formadores en la Escuela Bíblica Católica Yeshu'a de la ciudad de Medellín, donde era conocido principalmente por sus programas radiales de gran erudición sobre temas bíblicos y culturales en la Emisora La Voz de Jesucristo, los cuales llevó a cabo por muchos años con su alumno y amigo Oscar Henao, fundador de la Escuela y de la Emisora. Algunos de estos fueron: 
- Historia de la Biblia
- El Evangelio de Lucas
- La Palabra del domingo
- Palabra actual

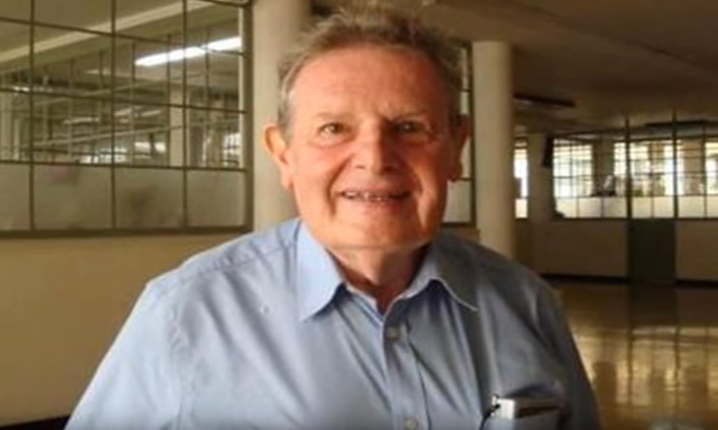
David Kapkin

Falleció en la madrugada del 17 de marzo de 2012.

## Obras
David Kapkin es autor de:
- (1983) La luz del Evangelio
- (1983) La fuerza de la Palabra
- (1997) Marcos: historia humana del Hijo de Dios
- (1998) 1 y 2 de Tesalonicenses: ya viene el Señor
- (2003-2004) Comentario del Evangelio de Mateo, en 2 tomos
- (2005) 2 Corintios: del llanto a la alegría
- (2006) 1 Corintios: una Iglesia inquieta
- (2007-2008) Comentario al evangelio de san Lucas, en dos tomos
- (2007) Cristianismo no religioso o religión no cristiana